# معرفة (تصوف)
المعرفة في التصوف هي صفة للمعرفة الباطنية الفطرية للحقيقة الروحية والتي يمكن الوصول اليها عن طريق أسرار وتجارب النشوة الروحية، بدلاً من الكشف عنها بعقلانية.
يسمى طالب المعرفة بالعارف.

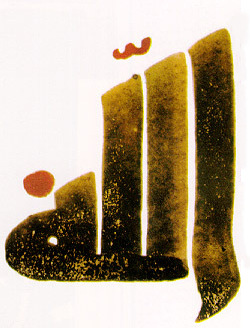

في واحدة من أقدم الروايات حول المقامات الأربعين في الصوفية، يحدد الأستاذ الصوفي أبو سعيد بن أبي الخيرالمعرفة بأها المقام الخامس والعشرين ويصفهم بأنهم: «يرون الله الحق من خلال جميع مخلوقات العالمين، ومن خلال جميع الناس، وليس هناك ألا يمكن توجيه أي اتهام لتصوراتهم». [بحاجة لمصدر]
المعرفة هي أحد آبواب الصوفية الأربعة ة وهم:
- الشريعة: الطريق الديني القانوني.
- الطريقة: المسار الباطني.
- الحقيقة إدراك المعرفة الحقة من دون شك..
- المعرفة: معرفة الباطنية والوعي.

من الاستعارات التي تستعمل لشرح معنى المعرفة هي استعارة جمع اللؤلؤ من باطن البحار. فالشريعة هي القارب. والطريقة هي التجديف والغوص. والحقيقة هي اللؤلؤة . والمعرفة هي النشوة لرؤية اللؤلؤة الحقيقية بشكل دائم.

## الاستشهدات
- داماتي، م (أبريل 1971). مقامات الأربعين (Maqamat-l arba'in).
- غولين، م. فتح الله (2004). المفاهيم الأساسية في الممارسة الصوفية، زبرجد تلال القلب (Key Concepts in the Practice of Sufism, Emerald hills of the heart). ج. 2. ص. 135.